# Trường Y khoa Đại học Missouri
Trường Đại học Y Khoa Missouri-Columbia (University of Missouri-Columbia School of Medicine) tọa lạc tại khu vực phía nam khuôn viên của Đại học Missouri ở Columbia. Đây là trường Y khoa hỗ trợ công cộng đầu tiên phía tây sông Mississippi. Trường cung cấp các chương trình học nhấn mạnh giáo dục y học dựa trên kinh nghệm khám chữa bệnh và nghiên cứu. Trường Y khoa là tiên phong trong lĩnh vực giáo dục y học dựa trên những vấn đề y học, nhấn mạnh vào việc giải quyết các vấn đề trên, tự học và những kinh nghiệm điều trị có từ trước. Thêm vào đấy, hai chương trình Pre-Admissions và Rural Track được trường cung cấp cho sinh viên cơ hội để nâng cao kiến thức và kinh nghiệm thực hành y học ở các vùng nông thôn.
Một đội ngũ giảng viên bao gồm 70 nhà khoa học cơ bản và 260 nhà lâm sàng cùng 350 bác sĩ nội trú tại hơn 60 chuyên ngành và chuyên khoa y cùng giám sát việc chăm sóc bệnh nhân và đào tạo sinh viên. Trường còn tổ chức các khóa huấn luyện y dược sau tốt nghiệp gần như ở tất cả các chuyên ngành và chuyên khoa. Mỗi năm có 96 vị trí năm nhất cần tuyển. 85% hoặc hơn trong số những sinh viên tốt nghiệp được nhận chuyên khoa theo nguyện vọng số 1 và số 2 của họ. 70% hoặc hơn số lượng các chương trình sức khoẻ cộng đồng được giám sát với sự giúp đỡ của các sinh viên trên.

## Lịch sử
Trường Y khoa Đại học Missouri-Columbia là trường Y khoa công lập đầu tiên phía tây sông Mississippi. Ban đầu được thành lập với mô hình một khóa học 2 năm một khoá vào năm 1872. Joseph Norwood, M.D, giáo sư khoa học tự nhiên và triết học là lãnh đạo đầu tiên.

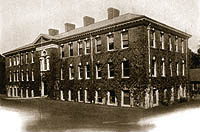
Toà nhà được xây dựng vào năm 1913 làm trụ sở của khoa

Tiến độ công việc bị chậm trễ cho đến năm 1890 khi Richard Jesse được bổ nhiệm vào chức Chủ tịch trường. Trường được phép lấy một tòa nhà kiểu cũ tại phía tây bắc của khuôn viên làm trụ sở. Trang thiết bị không đủ và hết hạn sử dụng, dự án có nguy cơ phải dừng lại. May thay, Jesse đã dẫn dắt trường đến tầm cao mới nhờ vào những sự tiến bộ trên cả nước trong việc hiện đại hoá trang thiết bị đào tạo ngành y. Thêm vào đó, ông đã tổ chức lại bộ máy đào tạo và tăng nguồn hỗ trợ tài chính để có thêm cơ sở vật chất mới.

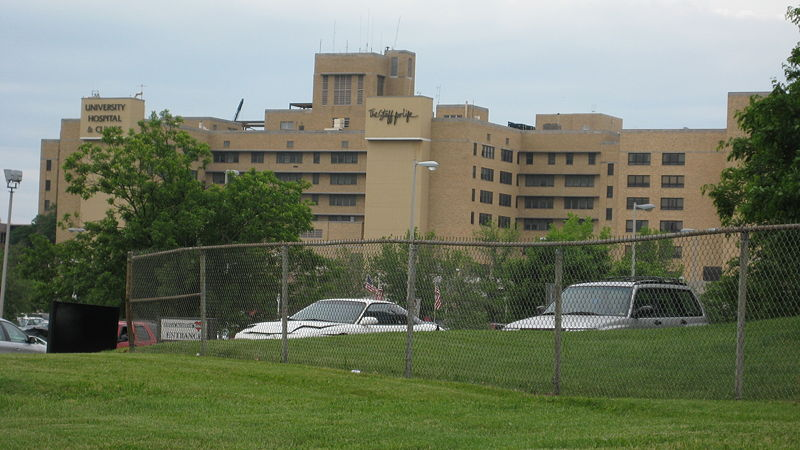
Bệnh viện và khu khám chữa bệnh

W.L Parker lập một nguồn tài trợ để thêm vào cho việc xây dựng bệnh viện Parker Memorial. Năm 1957, trường chuyển chương trình dạy thành 2 năm. Kết quả là có thêm trung tâm chăm sóc sức khỏe được xây dựng vào năm 1960. Sau đó được đổi tên thành Bệnh viện khám và chữa bệnh đại học

## Ngành đào tạo
- Gây mê
- Sinh hóa học
- Sức khỏe trẻ em
- Da liễu
- Cấp cứu y học
- Y học gia đình và cộng đồng
- Quản lý bệnh viện và công nghệ thông tin
- Y học nội khoa
- Dược lý học và sinh lý học
- Phân tử vi trùng học và miễn dịch học
- Thần kinh học
- Khoa sản và sức khỏe phụ nữ
- Khoa mắt
- Giải phẫu đầu, cổ, tai và họng
- Giải phẫu chỉnh hình
- Bệnh lý học và giải phẫu học
- Dược lý và sự phục hồi
- Tâm thần học
- X quang
- Viện khoa học thuốc chẩn đoán phóng xạ
- Giải phẫu

## Sự công nhận
Trường đã nhận được sự công nhận trong nước và quốc tế trên mọi khía cạnh như chăm sóc bệnh nhân, nghiên cứu và nhiệm vụ đào tạo. Nhiều đơn vị khoa học căn bản được công nhận trong cả nước vì những nghiên cứu xuất sắc. Bộ môn y học gia đình và cộng đồng được tạp chí US News xếp hạng 2 trong cả nước, sau Đại học Wasington (University of Washington). Đây là năm thứ 12 liên tiếp MU được xếp vào top 3 trong thể loại này. Tạp chí này cũng xếp hạng MU đứng thứ 18 trong những trường chú trọng đến chăm sóc sức khỏe sơ cấp. Nhà quản lý tin vào sự cải tổ chương trình giảng dạy dựa trên những vấn đề y học của MU. Chương trình này đã giúp sinh viên được đào tạo với thế giới thực, là một trong những nhân tố quyết quyết định cho bảng xếp hạng top 20.

## Nghiên cứu khoa học
Các nhà nghiên cứu khoa học của trường có thuận lợi vì cùng trong một khuôn viên của trường có trường Đại học Thú y, trường Điều dưỡng Sinclair và Trung tâm Ung bướu Ellis Fischel cùng một trung tâm Nghiên cứu Hạt nhân của MU. MU cung cấp các chương trình vững chắc về nghiên cứu khoa học cơ bản, bệnh truyền nhiễm, miễn dịch học, y tin học, khoa học chẩn đoán bằng tia phóng xạ và sinh học tế bào.
MU là đại học duy nhất trên thế giới đem tia phóng xạ để chẩn đoán và điều trị bệnh (chủ yếu là bệnh ung thư) từ khái niệm sách vở vào thực nghiệm lâm sàng rồi đem ra ứng dụng thực tế. Một giáo sư giải phẫu của trường đã sáng chế ra Zegerid, một phương pháp mới để đưa thuốc chữa trị các khối u. Một đội ngũ khoa học đặc biệt của trường nằm trong số những người đầu tiên khám phá ra các hạt phân tử nano và cách mạng hóa phương pháp chẩn đoán và điều trị bệnh. MU hiện là một trong những trường đại học thành viên của Viện ung thư quốc gia Mỹ, một tổ chức hợp tác nghiên cứu công nghệ Nano